# Hípica als Jocs Olímpics d'estiu de 1912 - Concurs complet per equips
El concurs complet per equips va ser una de les cinc proves d'hípica que es van disputar als Jocs Olímpics d'Estiu de 1912, a Estocolm. Aquesta va ser la primera vegada que es disputava aquesta prova i ho va fer entre el 13 i el 17 de juliol, amb la presència de 27 genets en representació de set països.

## Medallistes
| Or | Plata | Bronze |
| Suècia Axel Nordlander amb Lady Artist · Nils Adlercreutz amb Atout · Ernst Casparsson amb Irmelin · Henric Horn af Åminne amb Omen | Imperi Alemany Friedrich von Rochow amb Idealist · Richard von Schaesberg amb Grundsee · Eduard von Lütcken amb Blue Boy · Carl von Moers amb May-Queen | Estats Units Ben Lear amb Poppy · John Montgomery amb Deceive · Guy Henry amb Chiswell · Ephraim Graham amb Connie |

## Resultats
| Pos.  | Equip                               | Pos. Ind.      | Punts          | Total  |
| Final | Final                               | Final          | Final          | Final  |
| ----- | ----------------------------------- | -------------- | -------------- | ------ |
| 1     | Suècia                              | Suècia         | Suècia         | 139.06 |
| 1     | Axel Nordlander amb Lady Artist     | 1              | 46.59          | 139.06 |
| 1     | Nils Adlercreutz amb Atout          | 4              | 46.31          | 139.06 |
| 1     | Ernst Casparsson amb Irmelin        | 5              | 46.16          | 139.06 |
| 1     | Henric Horn af Åminne amb Omen      | 10             | 45.85          | 139.06 |
| 2     | Imperi Alemany                      | Imperi Alemany | Imperi Alemany | 138.48 |
| 2     | Friedrich von Rochow amb Idealist   | 2              | 46.42          | 138.48 |
| 2     | Richard von Schaesberg amb Grundsee | 5              | 46.16          | 138.48 |
| 2     | Eduard von Lütcken amb Blue Boy     | 8              | 45.90          | 138.48 |
| 2     | Carl von Moers amb May-Queen        | 15             | 44.43          | 138.48 |
| 3     | Estats Units                        | Estats Units   | Estats Units   | 137.33 |
| 3     | Benjamin Lear amb Poppy             | 7              | 45.91          | 137.33 |
| 3     | John Montgomery amb Deceive         | 9              | 45.88          | 137.33 |
| 3     | Guy Henry amb Chiswell              | 11             | 45.54          | 137.33 |
| 3     | Ephraim Graham amb Connie           | 12             | 45.30          | 137.33 |
| 4     | França                              | França         | França         | 136.77 |
| 4     | Jean Cariou amb Cocotte             | 3              | 46.32          | 136.77 |
| 4     | Ernest Meyer amb Allons-y           | 12             | 45.30          | 136.77 |
| 4     | Gaston Seigner amb Dignité          | 14             | 45.15          | 136.77 |
| 4     | Michel Dufourt amb Castibalza       | 27             | DNF            | 136.77 |
| —     | Bèlgica                             | Bèlgica        | Bèlgica        | —      |
| —     | Gaston de Trannoy amb Capricieux    | 16             | DNF            | —      |
| —     | Paul Convert amb La Sioute          | 18             | DNF            | —      |
| —     | Emmanuel de Blommaert amb Clonmore  | 24             | DNF            | —      |
| —     | Guy Reyntiens amb Beau Soleil       | 24             | DNF            | —      |
| —     | Dinamarca                           | Dinamarca      | Dinamarca      | —      |
| —     | Frode Kirkebjerg amb Dibbe-Lippe    | 20             | DNF            | —      |
| —     | Carl Kraft amb Gorm                 | 21             | DNF            | —      |
| —     | Carl Saunte amb Streg               | 27             | DNF            | —      |
| —     | Regne Unit                          | Regne Unit     | Regne Unit     | —      |
| —     | Paul Kenna amb Harmony              | 17             | DNF            | —      |
| —     | Edward Radcliffe-Nash amb The Flea  | 19             | DNF            | —      |
| —     | Herbert Scott amb Wisper II         | 21             | DNF            | —      |
| —     | Bryan Lawrence amb Patrick          | 23             | DNF            | —      |